# Imaia
Imaia är ett släkte av svampar. Imaia ingår i familjen Morchellaceae, ordningen skålsvampar, klassen Pezizomycetes, divisionen sporsäcksvampar och riket svampar.